# Alec Lorimore
Alec Lorimore (* 21. Oktober 1948) ist ein US-amerikanischer Filmproduzent und Drehbuchautor.

## Leben
Lorimore erlangte im Jahr 1971 einen Bachelor-Abschluss in Filmwissenschaften an der Filmhochschule der University of Southern California.
Er spezialisierte sich auf Dokumentarfilme im großformatigen Filmformat, insbesondere im IMAX- und 70-mm-Format. Von 1993 bis 2005 war er als Vizepräsident Teil des Produktions- und Entwicklungsteams von MacGillivray Freeman Films. Er ist einer von drei Produzenten des IMAX-Klassikers Everest – Gipfel ohne Gnade von 1998, der erfolgreichsten IMAX-Produktion überhaupt.
Bei der Oscarverleihung 1996 war er als einer von drei Produzenten des Films Wunderwelt der Meere  in der Bester Dokumentar-Kurzfilm für den Oscar nominiert. Bei der Oscarverleihung 2001 war er ebenfalls nominiert mit dem Film Delfine.
Ebenfalls erfolgreich war er mit The Magic of Flight und At Sea, für die er den Alfred Thayer Mahan Award for Literary Achievement der Navy League erhielt.
Lorimore gehört der Academy of Motion Picture Arts & Sciences (AMPAS) an.

## Filmografie
- 1983: Behold Hawaii (Drehbuch)
- 1989: To the Limit
- 1992: At Sea
- 1993: The Discoverers
- 1994: Neighbors
- 1995: Wunderwelt der Meere (The Living Sea)
- 1995: Stormchasers – Im Auge des Sturms (Stormchasers)
- 1996: The Magic of Flight
- 1998: Everest – Gipfel ohne Gnade (Everest)
- 2000: Delfine (Dolphins)
- 2000: Adventures in Wild California
- 2001: Journey Into Amazing Caves
- 2003: Wunderwelt Korallenriffe (Coral Reef Adventure)
- 2003: MacGillivray Freemann's Top Speed
- 2006: Griechenland – Rätsel der Antike (Greece: Secrets of the Past)
- 2013: Spark: A Burning Man Story